# سام کاکس (بازیکن فوتبال، زاده۱۹۹۰)
سام کاکس (انگلیسی: Sam Cox؛ زادهٔ ۱۰ اکتبر ۱۹۹۰) بازیکن فوتبال اهل بریتانیا است.
از باشگاه‌هایی که در آن بازی کرده‌است می‌توان به باشگاه فوتبال هیستون، باشگاه فوتبال بورم‌وود، باشگاه فوتبال تورکی یونایتد، باشگاه فوتبال تاتنهام هاتسپر، باشگاه فوتبال چلتنهام تاون، باشگاه فوتبال بارنت، و باشگاه فوتبال هیز و یدینگ یونایتد اشاره کرد.
وی همچنین در تیم ملی فوتبال گویان بازی کرده‌است.